# Ereteken voor Verdienste voor het Rode Kruis

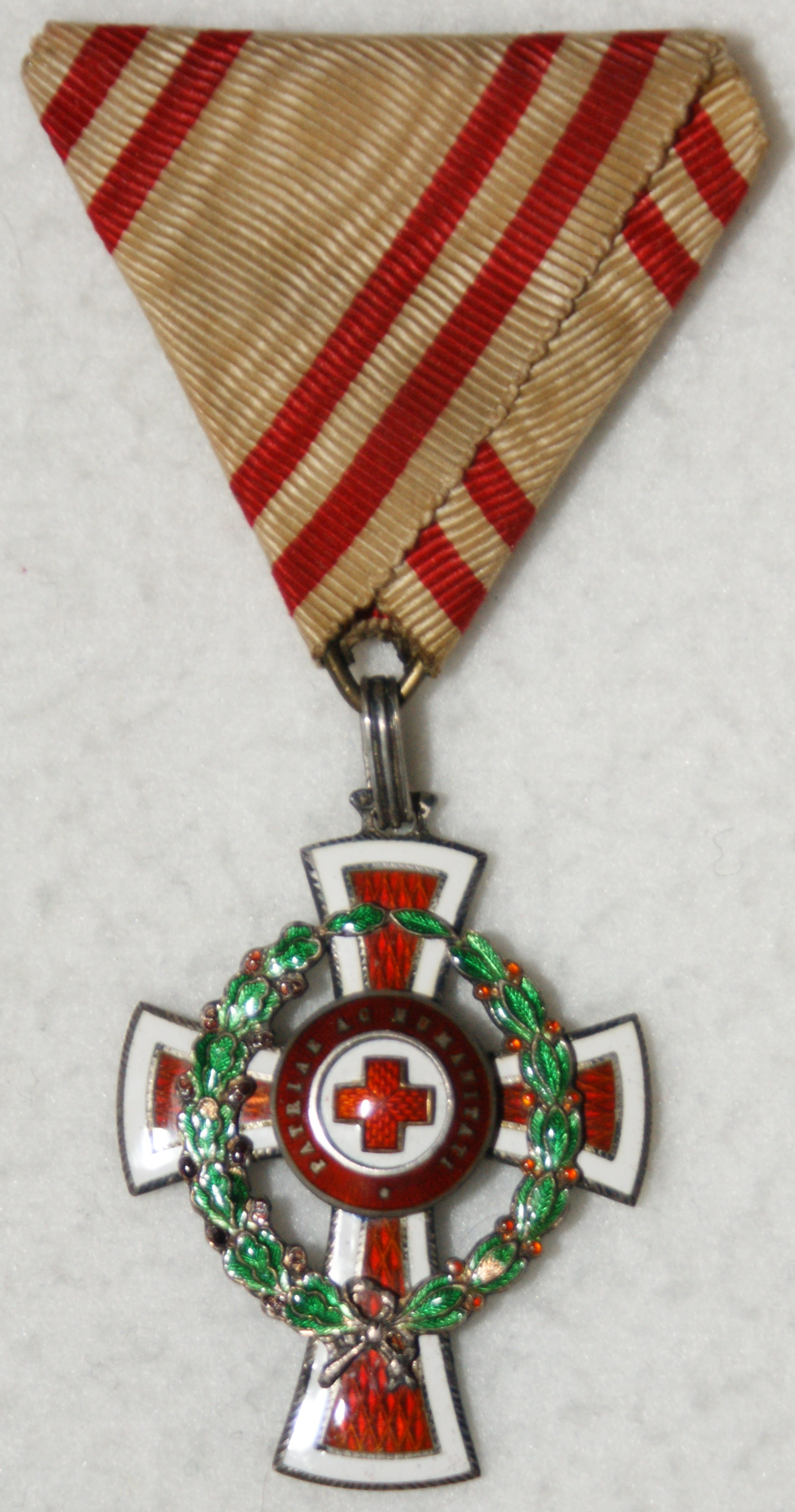
Erekruis der IIe Klasse met Oorlogsdecoratie

Het Ereteken voor Verdienste voor het Rode Kruis (Duits: Ehrenzeichen für Verdienste um das Rote Kreuz) werd op 17 augustus 1914 door keizer Frans Jozef I van Oostenrijk gesticht ter gelegenheid van het vijftigste jubileum van de Conventie van Genève.
De onderscheiding was bestemd voor personen die zich op het gebied van vrijwilligerswerk voor het Rode Kruis in Oostenrijk-Hongarije in oorlogs- of vredestijd verdienstelijk hadden gemaakt. Op 28 juli 1914 had Oostenrijk de oorlog aan Servië verklaard. Men rekent deze onderscheiding in de faleristiek tot de Oostenrijkse ridderorden.

## De zes graden van het kruis
De Orde bestond uit vier klassen en twee geassocieerde medailles.
- Ster
- Erekruis der Ie Klasse
- Officiers-ereteken
- Erekruis der Ie Klasse
- Zilveren Eremedaille
- Bronzen Eremedaille

In oorlogstijd kon de onderscheiding ook met de in Oostenrijk gebruikelijke Oorlogsdecoratie worden toegekend. Dat was ook hier een krans van lauweren en eikenblad. Het Officiers-ereteken bestaat uitsluitend in de vorm met de Oorlogsdecoratie.

## Het versiersel
Het kruis, een zogeheten Rupertkruis met steeds breder wordende armen, is gemaakt van rood en wit geëmailleerd zilver, de onderste kruisarm is verlengd. In het geëmailleerde medaillon is een rood geëmailleerd Kruis van Genève aangebracht. Het medaillon is door een rode emaillen ring met de inscriptie PATRIA AC HUMANITATI (Latijn voor "vaderland en de mensheid"), omsloten. Op de achterkant van elk medaillon staan de twee data 1864 en 1914.
De Ster voor Verdienste voor het Rode Kruis is van zilver en heeft acht punten. De achterkant van het kruis van de officier is glad. Op de horizontale kruisarmen zijn de data 1864 (rechts) en 1914 gegraveerd.
Werd men bekroond met een oorlogsdecoratie dan werd op het kruis een dikke groen geëmailleerde krans, half lauwerkrans (links) en half eikenbladeren (rechts) gelegd.
De ovale Medaille voor Verdienste voor het Rode Kruis is van zilver of brons. Op de medaille zijn twee engelen afgebeeld, drijvend op de wolken in golvende gewaden. Tussen de twee engelen is een witte geëmailleerd schild met een ingelegd rood geëmailleerd kruis aangebracht. Boven het schild is een lichtend vijfpuntige ster te zien. De medaille draagt het opschrift "PATRIA AC HUMANITATI" (Latijn voor "vaderland en menselijkheid"). Op de keerzijde van de medaille staan de jaartallen 1864 en 1914.

## Draagwijze
De ster en het Officiers-Ereteken werden als Steckkreuz op de linkerborst gedragen. Het Erekruis der Ie Klasse werd als commandeurskruis gedragen. De andere graden en de medailles werden aan een driehoekig opgemaakt lint op de linkerborst gedragen. Dames droegen hun decoraties aan een strik op de linkerschouder. Wanneer men een hogere graad ontving moest men het eerder ontvangen ereteken inleveren.
Het lint is wit met twee smalle rode strepen langs de rand.

## Bijzonderheden
Wie een geldsom van 1000 kronen aan het Rode Kruis schonk had recht op de medaille of de IIe Klasse van het Ereteken voor Verdienste voor het Rode Kruis. Men moest wel om toekenning van kruis of medaille verzoeken. Ook een eenmalige gift van 100 Kronen en de belofte levenslang ieder jaar 50 Kronen te schenken deden een Oostenrijker of Hongaar in aanmerking komen voor de twee genoemde eretekens.
Een gift van 300 kronen, 20 kronen administratiekosten en de belofte levenslang 10 kronen te schenken gaven recht op de Zilveren Medaille.
Een gift van 100 kronen, 10 kronen administratiekosten en de belofte levenslang 5 kronen te schenken gaven recht op de Bronzen Medaille.
De opbrengsten kwamen ten goede van het Oostenrijkse en Hongaarse Rode Kruis. Om de ster van deze orde, de Ie Klasse en het Officierskruis kon men niet vragen. Ook de Oorlogsdecoraties werden alleen voor verdienste toegekend.
Grootprioraat Bohemen van de Soevereine Militaire Hospitaalorde van Sint-Jan van Rhodos en Malta · Duitse Orde · Orde van het Kruis met de Rode Ster · Hospitaalorde van Sint-Joris in Karinthië · Orde van het Gulden Vlies · Orde van de Heilige Joris in Karinthië · Orde van de Heilige Joris · Orde van de Matigheid en de Heilige Christoffel · Orde van Tusin · Orde van de Slavinnen van de Deugd · Orde van de Christelijke Militie · Orde van de Heilige Rupert · Ridderlijke Jachtorde van Sint-Hubertus · Orde van de Heilige Jozef · Orde van het Sterrenkruis · Orde van de Naastenliefde · Elisabeth-Theresia-orde · Orde van Maria Theresia · Orde van de Heilige Stefanus · Kruis van Verdienste voor Militaire Geestelijken · Leopoldsorde · Orde van de IJzeren Kroon · Frans Jozef-orde · Elisabeth-orde · Kruis voor Militaire Verdienste (Oostenrijk-Hongarije) · Ereteken voor Verdienste voor het Rode Kruis

Zie ook: Ridderorden in Oostenrijk